# Gambia na Letnich Igrzyskach Olimpijskich 2000
Gambię na Letnich Igrzyskach Olimpijskich 2000 reprezentowało 2 zawodników, 1 mężczyzna i 1 kobieta.

## Skład kadry

### Lekkoatletyka
Mężczyźni
- Pa Modou Gai

bieg na 100 m (odpadł w 1 rundzie eliminacji)
Kobiety
- Adama Njie

bieg na 800 m (odpadła w 1 rundzie eliminacji)